# Płyn infuzyjny
Płyn infuzyjny, płyn do wlewów kroplowych (łac. infundibilium) –  jałowy, apirogenny roztwór wodny lub emulsja typu o/w (olej w wodzie) jednej lub kilku substancji chemicznych, przeznaczony do podawania głównie drogą dożylną jako wlew kroplowy lub przy użyciu pompy infuzyjnej.
Płyny infuzyjne podawane są między innymi w celu:
- uzupełnienia płynów organizmu, na przykład krwi utraconej w wyniku krwotoku
- leczenia zaburzeń gospodarki wodno-elektrolitowej lub kwasowo-zasadowej
- żywienia pozajelitowego.

## Drogi podania
Najczęściej płyny infuzyjne podaje się dożylnie (łac. infusio intravenosa), zwykle do żyły łokciowej. W ten sposób można podać do 4 litrów płynu na dobę. Szybkość podawania płynu musi być dostosowana do możliwości kompensacyjnych organizmu. Jeśli płyn jest izoosmotyczny można podawać 120 kropli na minutę. Roztwory hiperosmotyczne (o ciśnieniu osmotycznym wyższym od fizjologicznego) podaje się wolniej, z szybkością odwrotnie proporcjonalną do ich ciśnienia osmotycznego. Emulsje, zawierające fazę olejową podaje się bardzo ostrożnie i powoli, z szybkością 3–5 kropli/min.
Inną drogą jest podanie dotętnicze (łac. infusio interartelialis). Tą drogą podaje się krew i leki krwiozastępcze. Dotętniczo podaje się płyny pod ciśnieniem, pacjentom w ciężkich stanach, na przykład bez wyczuwalnego tętna.
Alternatywną drogą podania płynów infuzyjnych jest podanie podskórne (łac. infusio subcutanea). Stosuje się je, gdy dostęp do żył jest utrudniony, na przykład u osób starszych i dzieci.

## Wymagania[3]
Płyny infuzyjne muszą spełniać następujące kryteria:
1. jałowość
2. apirogenność
3. brak zanieczyszczeń nierozpuszczalnych
4. według FP VI nie mogą także zawierać konserwantów.

Wymagania względne to:
1. izohydria – pH powinno być możliwie zbliżone do fizjologicznego pH krwi (7,35-7,45). Czasem ze względu na trwałość lub rozpuszczalność substancji zawartych w płynie infuzyjnym konieczne jest obniżenie lub podwyższenie pH. Dopuszczalne jest podawanie płynów o pH od 6,5 do 7,8.
2. izojonia – skład elektrolitowy płynu powinien być zgodny z fizjologicznym lub (u pacjentów z zaburzoną gospodarką elektrolitową) doprowadzać do stanu prawidłowego
3. izoosmotyczność – ciśnienie osmotyczne płynów powinno być zbliżone do fizjologicznego (ok. 300 mOsm/l). Niekiedy, w celach leczniczych, konieczne jest użycie płynów o innym ciśnieniu osmotycznym. Roztwory hipoosmotyczne (do 150 mOsm/l) można stosować w celu nawadniania pacjenta, a hiperosmotyczne (do 2000 mOsm/l) w przypadku przewodnienia.

### Wymagania dotyczące procesu wytwarzania
Warunki, w jakich odbywa się produkcja leków pozajelitowych, muszą odpowiadać wymaganiom dobrej praktyki produkcyjnej. Leki te powinny być wykonywane w warunkach aseptycznych, przy użyciu wyjałowionego sprzętu, aparatury, pojemników i zamknięć.
Warunki wytwarzania płynów infuzyjnych:
- pomieszczenia – boksy powinny być połączone w ciągu, zapewniającym właściwe warunki czystości mikrobiologicznej. Konieczne jest odgrodzenie pomieszczeń śluzami, zapobiegającymi mieszaniu się powietrza z boksów o wysokiej klasie czystości z powietrzem z pomieszczeń „brudnych”. Przestrzeń w pomieszczeniach do produkcji płynów infuzyjnych musi spełniać wymagania klasy czystości B.
- śluzy powietrzne – przeznaczone do komunikacji ludzi lub materiałów, zaopatrzone w dwoje nieotwieralnych jednocześnie drzwi
- powierzchnia ścian, podłogi, sufity – powinny być gładkie, łatwe do czyszczenia i dezynfekcji
- Niezbędne jest wyposażenie pomieszczeń w loże z laminarnym nawiewem powietrza, zaopatrzone we właściwe filtry wyjaławiające. Przestrzeń w loży musi spełniać wymagania klasy czystości A.
- przepływ powietrza – zapewnienie właściwej prędkości przepływu: 0,3 m/s w przepływie pionowym i 0,45 m/s w przepływie poziomym.

## Podział

### Rodzaj substancji rozpuszczonej
Pod względem rodzaju substancji rozpuszczonej płyny infuzyjne podzielić można na krystaloidy i koloidy.
 Krystaloidy 
Są to wodne roztwory: 
- soli mineralnych – chlorek sodu, chlorek potasu, chlorek wapnia, chlorek magnezu
- soli kwasów organicznych – octan sodu, mleczan sodu, cytrynian sodu
- niskocząsteczkowych węglowodanów.

Są tanie, łatwo dostępne, pozbawione reakcji uczuleniowych na ich przetoczenie. Powszechnie stosowane preparaty to:
- płyn fizjologiczny – 0,9% roztwór wodny chlorku sodu
- płyn fizjologiczny wieloelektrolitowy (tzw. PWE)
- płyn Ringera mleczanowy i bezmleczanowy oraz jego modyfikacje
- mieszanka soli fizjologicznej z 5% roztworem glukozy w stosunku 2:1 (tzw. 2:1).

Krystaloidy po przetoczeniu dożylnym szybko przechodzą do przestrzeni pozanaczyniowej, jedynie na krótko uzupełniając objętość osocza. 
Koloidy 
Są to wodne roztwory substancji wielkocząsteczkowych, najczęściej polimerów glukozy lub pochodnych żelatyny. W przeciwieństwie do krystaloidów pozostają dłużej w osoczu nie przechodząc szybko do tkanek. Lepiej uzupełniają straty osocza. Roztwory koloidowe są droższe od krystaloidów. Wszystkie z nich mogą powodować reakcje uczuleniowe (szczególnie dekstrany i w mniejszym stopniu żelatyny) ze wstrząsem anafilaktycznym włącznie, a niektóre z nich upośledzają krzepnięcie krwi (głównie dekstrany) lub mogą utrudniać oznaczenie grupy krwi. Do koloidów należą preparaty:
- skrobia hydroksyetylowana  – HES (HAES) – izotoniczne lub hipertoniczne, Voluven w stężeniach 6% i 10%
- żelatyna modyfikowana (Gelofusin)
- dekstrany
- albuminy.

Koloidem jest także osocze, chociaż nie jest ono typowym płynem infuzyjnym.

### Zastosowanie
Pod względem celu stosowania płyny dzielimy na:
Płyny uzupełniające objętość utraconej krwi
- krew i preparaty krwiopochodne
- płyny krwiozastępcze
- preparaty krwiozastępcze przenoszące tlen

Płyny do żywienia pozajelitowego
Płyny stosowane w zaburzeniach gospodarki wodno-elektrolitowej
- płyny nawadniające, hipotoniczne
  - bezelektrolitowe
  - zawierające elektrolity w mniejszych stężeniach niż w płynach ustrojowych
- płyny izotoniczne
- płyny zastępcze uzupełniające straty soku żołądkowego lub soku jelitowego
- płyny wyrównawcze bilansowe – wyrównujące poziom konkretnych jonów
- płyny odwadniające, hipertoniczne

Płyny wyrównawcze stosowane w zaburzeniach równowagi kwasowo-zasadowej
Płyny do dializy otrzewnowej
Są szczególnym przykładem płynów infuzyjnych. Są wprowadzane do ustroju, jednak nie są przeznaczone do pozostania w nim. Służą jedynie do wykonania dializy.

## Substancje pomocnicze stosowane w płynach infuzyjnych
- Rozpuszczalnikiem płynów infuzyjnych może być wyłącznie woda do wstrzyknięć, spełniająca wszystkie wymogi jakościowe, przede wszystkim jałowości i apirogenności.
- Substancje regulujące skład jonowy płynu – dodawane, gdy odbiega on od składu płynów ustrojowych. Przykładem może być roztwór jonów mleczanowych lub octanowych w postaci soli sodowych, dodawany przy zawyżonej ilości Cl-.
- Substancje regulujące ciśnienie osmotyczne – w celu podwyższenia ciśnienia dodaje się substancji niedysocjujących, na przykład mannitolu, sorbitolu, rzadziej glukozy ze względu na jej ograniczoną trwałość.
- Substancje regulujące pH – najczęściej stosuje się bufory, na przykład bufor fosforanowy. W wyjątkowych przypadkach używa się roztworu kwasu solnego do zakwaszania, na przykład roztworu wodorowęglanu sodu.
- Emulgatory – używane do otrzymywania emulsji przeznaczonych do żywienia pozajelitowego. Najczęściej stosuje się w tym celu lecytynę.
- Przeciwutleniacze – najczęściej tokoferol.

## Opakowania płynów infuzyjnych
Do przechowywania płynów infuzyjnych używa się opakowań szklanych oraz butelek i worków z tworzywa sztucznego. Pojemniki szklane są zazwyczaj wielokrotnego użytku. Pojemniki przed napełnieniem lekiem muszą być wyjałowione i zdepirogenizowane (pozbawione pirogenów). Opakowania wyjaławiane w autoklawie powinny być wypełnione apirogenną wodą.
Przemysłowe opakowania są najczęściej zaopatrzone w odpowiednie, jałowe i apirogenne zatyczki gumowe. Korki gumowe do butelek szklanych należy wyjaławiać w autoklawie, zanurzone w apirogennej wodzie. Nakrętki metalowe natomiast, można wyjaławiać suchym gorącym powietrzem.

### Oznakowanie
Płyny infuzyjne powinny być opatrzone dwuczęściową etykietą, najlepiej białą z czarnym nadrukiem, na której powinny znaleźć się następujące informacje o leku:
- nazwa roztworu
- skład w gramach lub litrach
- objętość
- wartość ciśnienia osmotycznego
- data produkcji
- data ważności
- nazwa producenta.

Etykieta może również zawierać informacje o pH roztworu.
Niekiedy wskazane jest umieszczenie różnego rodzaju ostrzeżeń, np. że opakowanie raz rozpoczęte nie może być powtórnie stosowane albo, w przypadku roztworów w których może dojść do zmian widocznych gołym okiem, informację o tym, że taki roztwór nie może być stosowany.
Płyny będące koncentratami należy opatrzyć napisem: Preparat przed użyciem odpowiednio rozcieńczyć.